# Copi

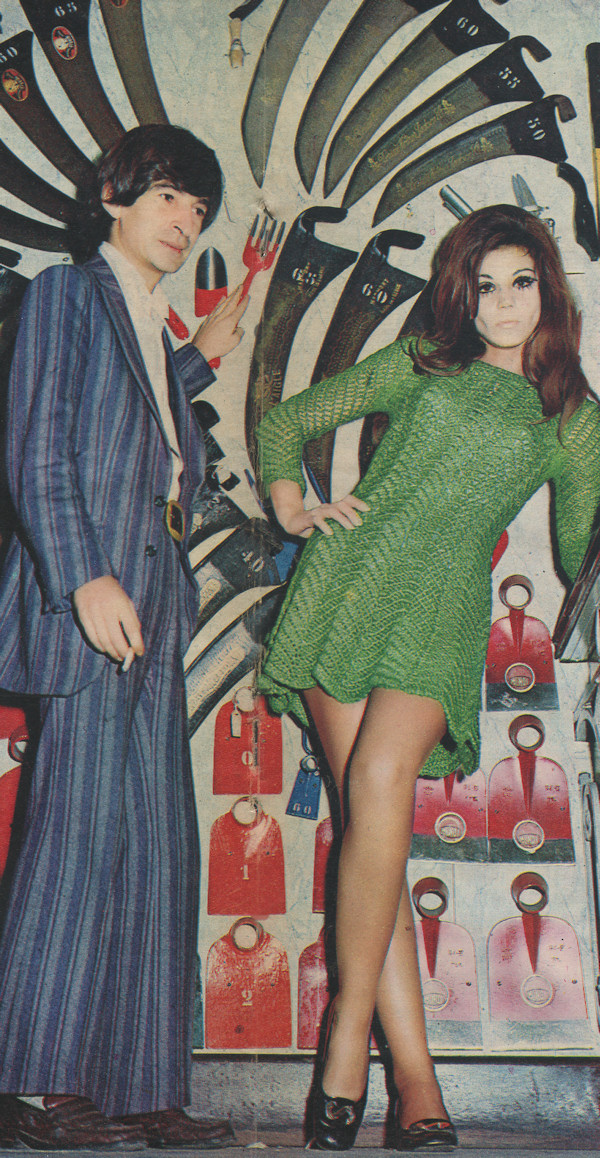
Copi und Susana Giménez, 1969

Copi ist der Künstlername von Raúl Damonte Botana (* 20. November 1939 in Buenos Aires; † 14. Dezember 1987 in Paris), einem aus Argentinien stammenden Comiczeichner, Autor und Schauspieler.

## Leben
Schon als Kind kam Copi mit seinen Eltern, die nach Juan Peróns Machtübernahme zunächst nach Uruguay, dann nach Frankreich ins Exil gehen mussten, nach Paris. Im Alter von 15 Jahren kehrte er mit den Eltern zurück nach Argentinien. 1962 brach der junge Mann dann wieder nach Paris auf, wo er sich zunächst als Zeichner einen Namen machte: Ab 1965 veröffentlichte er in der Wochenzeitung Le Nouvel Observateur regelmäßig Comic Strips mit seiner Frauenfigur „La Femme assise“, etliche Arbeiten erschienen auch in dem Satire-Magazin Hara-Kiri und in der Tageszeitung Libération.
Seine Zeichnungen stellen die Figuren mit einem sparsamen, dünnen Strich dar. Bewegung wird nur sehr spärlich eingesetzt, der Schwerpunkt liegt auf den absurd-komischen Dialogen. In Deutschland veröffentlichte Carlsen Comics 1986 und 1987 in der Reihe Carlsen Cartoon Comics von Copi: Die alten Nutten, Mama, warum hab ich keine Banane?, Die Frau des Präsidenten und Mama steigt aus.
Als Enkel der bekannten argentinischen Theaterautorin Salvadora Medina Onrubia schrieb Copi sein erstes Stück mit 16 Jahren. Ab Mitte der sechziger Jahre, in Paris, kam er in Kontakt mit der dortigen Theateravantgarde, er trat auch als Schauspieler in zum Teil selbst verfassten Sketches auf, wobei er schon bald mit seinen Landsleuten Jorge Lavelli und Alfredo Arias sowie mit dem ebenfalls in Argentinien geborenen Jérôme Savary zusammenarbeitete. Das erste größere Theaterstück von Copi in französischer Sprache, La Journée d’une Rêveuse (dt. Der Tag einer Träumerin), wurde 1968 am Théâtre de Lutèce in Paris in der Inszenierung von Lavelli uraufgeführt. Zwei Jahre später verursachte Eva Perón (dt. Evita Perón) einen politischen Skandal, da die Aufführung im Théâtre de l’Épée de Bois (Inszenierung Arias) in Vincennes von einer rechtsradikalen Schlägertruppe gestürmt wurde und von da an unter Polizeischutz stattfinden musste. Elf weitere Stücke folgten in den nächsten Jahren, von denen einige in die Programme des Festival d’Automne in Paris oder des Festival d’Avignon aufgenommen wurden.
Neben seinen Zeichnungen und Theaterstücken veröffentlichte Copi auch eine große Zahl von Romanen und Erzählungen.
In all seinen Werken besteht er radikal auf seiner Besonderheit: als Künstler und als Privatmann. Schwule und Lesbierinnen, Transvestiten und Transsexuelle, „Ausgeflippte“, Clochards und Normalbürger, hinter deren Fassade die geheimen Wünsche brodeln, treten darin auf. In einer Welt, in der Gewalt und Tod selbstverständliche (theatralische) Konstanten sind, suchen und behaupten all diese Figuren ihre Identität, in einem permanenten und zuweilen ritualisierten Verwirrspiel, in dem Kleider, Rollen und Geschlecht gewechselt und vertauscht werden.
Sein letztes Werk, Une Visite inopportune, vollendete Copi 1987, kurz vor seinem Tod. Im Mittelpunkt dieser Komödie, die u. a. in Paris, Barcelona und New York, in Deutschland in Mainz und Berlin aufgeführt wurde, steht ein älterer Schauspieler, der im Krankenhaus liegt und an Aids stirbt.
Am 14. Dezember 1987 starb Copi in einem Pariser Krankenhaus an Aids.

## Werke
Prosa
- L’Uruguayen. Christian Bourgois 1972
- Le Bal des Folles. Christian Bourgois 1977 (deutsch Die Schlange von New York. Albino Verlag 1983)
- Une langouste pour deux. Christian Bourgois 1978
- La cité des rats. Belfond 1979
- La vie est un tango. Editions libres – Hallier 1979
- La guerre des pédés. Albin Michel 1982 (deutsch Krieg der Samba. Albino Verlag 1985)
- Virginia Woolf a encore frappé. Éditions Persona 1983
- L’internationale argentine. Belfond 1988

Theater
- La Journée d’une Rêveuse. Christian Bourgois 1968 (deutsch Der Tag einer Träumerin. Stefani Hunzinger Bühnenverlag)
- Eva Perón. Christian Bourgois 1969 (deutsch Evita Perón. Verlag Hartmann und Stauffacher)
- L’Homosexuel ou la difficulté de s’exprimer. Christian Bourgois 1971
- Les quatre jumelles. Christian Bourgois 1973
- Loretta Strong. Christian Bourgois 1974 (deutsch Loretta Strong greift nach den Sternen (Manuskript))
- La Pyramide. Christian Bourgois 1975
- La Tour de la Défense. Christian Bourgois 1978 (deutsch Das Schlangennest. Theaterverlag Desch)
- Le Frigo. Editions Persona 1983 (deutsch Der Eisschrank (Manuskript))
- La nuit de Madame Lucienne. Union générale d’éditions 1986
- Les escaliers du Sacré-Cœur. Union générale d’éditions 1986
- Théâtre. 2 Bde., Union générale d’éditions, collection 10/18, 1986
- Une visite inopportune. Christian Bourgois 1988 (deutsch Ein ungelegener Besuch. Theaterverlag Desch)
- Cachafaz. Actes Sud 1993
- L’ombre de Venceslao. Éditions Théâtrales 1999

Comic-Alben
- Humour secret. Julliard 1965
- Les poulets n’ont pas de chaise. Denoël 1966
- Le dernier salon où l’on cause. Square 1973
- Et moi, pourquoi j’ai pas une banane? Square 1975 (deutsch Mama, warum hab ich keine Banane? Carlsen 1986)
- Les vieilles putes. Square 1977 (deutsch Die alten Nutten. Carlsen 1986)
- Du côté des violés. Square 1979
- La Femme assise. Square/Albin Michel 1981 (deutsch Mama steigt aus. Carlsen 1987)
- Kang. Dargaud 1984
- Sale crise pour les putes. L’Echo des Savanes/Albin Michel 1984 (deutsch Die Frau des Präsidenten. Carlsen 1987)
- Le monde fantastique des gays. Glénat 1986

## Auszeichnung
- 1987 Grand Prix de la Ville de Paris